# Diaphus phillipsi
Diaphus phillipsi är en fiskart som beskrevs av Fowler, 1934. Diaphus phillipsi ingår i släktet Diaphus och familjen prickfiskar. Inga underarter finns listade i Catalogue of Life.